# Mimochlorisanis violacea
Mimochlorisanis violacea là một loài bọ cánh cứng trong họ Cerambycidae.